# Стюарт, Алекс
Алекс Стюарт (англ. Alex Stewart; 28 июня 1964, Лондон, Англия—16 ноября 2016) — американский боксёр-профессионал ямайского происхождения, выступавший в тяжёлой весовой категории.

## 1986—1989
Дебютировал в сентябре 1986 года.

### 4 ноября1989Алекс Стюарт —Эвандер Холифилд 1
|                  |                                                                       |                                                                       |
| Соперник         | Эвандер Холифилд                                                      | Эвандер Холифилд                                                      |
| Место проведения | Трамп Плаза, Атлантик Сити, Нью-Джерси, США                           | Трамп Плаза, Атлантик Сити, Нью-Джерси, США                           |
| Результат        | Победа Холифилда техническим нокаутом в 8-м раунде в 12-раундовом бою | Победа Холифилда техническим нокаутом в 8-м раунде в 12-раундовом бою |
| Статус           | Рейтинговый бой                                                       | Рейтинговый бой                                                       |
| Рефери           | Тони Перес                                                            | Тони Перес                                                            |
| Время            | 2:51 минут                                                            | 2:51 минут                                                            |
| Трансляция       | Showtime                                                              | Showtime                                                              |
|                  | Стюарт                                                                | Холифилд                                                              |
| Вес              | 96,60 кг                                                              | 97,50 кг.                                                             |

В ноябре 1989 года состоялся бой двух непобеждённых боксёров — Алекса Стюарта и Эвандера Холифилда. Холифилд был 1-м сильным противником Стюарта в карьере. В бою Стюарт получил рассечение на левым глазом. В 8-м раунде вся область левого глаза была в крови. За несколько секунд до конца 8-го раунда рефери приостановил бой и попросил врача осмотреть Стюарта. По совету доктора бой остановили.

### 8 декабря1990Алекс Стюарт —Майк Тайсон
|                  |                                                         |                                                         |
| Соперник         | Майк Тайсон                                             | Майк Тайсон                                             |
| Место проведения | Конвеншн Центр, Атлантик Сити, Нью-Джерси, США          | Конвеншн Центр, Атлантик Сити, Нью-Джерси, США          |
| Результат        | Победа Тайсона нокаутом в 1-м раунде в 10-раундовом бою | Победа Тайсона нокаутом в 1-м раунде в 10-раундовом бою |
| Статус           | Рейтинговый бой                                         | Рейтинговый бой                                         |
| Рефери           | Фрэнк Капуччино                                         | Фрэнк Капуччино                                         |
| Время            | 2:27 минут                                              | 2:27 минут                                              |
| Трансляция       | HBO                                                     | HBO                                                     |
|                  | Стюарт                                                  | Тайсон                                                  |
| Вес              | 98,88 кг                                                | 98,80 кг                                                |

В декабре 1990 года Алекс Стюарт вышел на ринг против бывшего абсолютного чемпиона в тяжёлом весе Майк Тайсона. В начале 1-го раунда правым крюком по верхней части головы он отправил Стюарта на настил. Стюарт поднялся на счёт 5. Через минуту тем же ударом Тайсон вновь отправил на канвас противника. Стюарт встал на счёт 10, и рефери позволил бою продолжиться. Ещё через минуту Тайсон правым крюком в челюсть снова отправил Стюарта на пол. На этот раз Стюарт даже не пытался встать. Победа Тайсона чистым нокаутом.

### 27 июля1991Майкл Мурер —Алекс Стюарт
|                  |                                                                    |                                                                    |
| Соперник         | Майкл Мурер                                                        | Майкл Мурер                                                        |
| Место проведения | Зе Скоуп, Норфолк, Виргиния, США                                   | Зе Скоуп, Норфолк, Виргиния, США                                   |
| Результат        | Победа Мурера техническим нокаутом в 4-м раунде в 10-раундовом бою | Победа Мурера техническим нокаутом в 4-м раунде в 10-раундовом бою |
| Статус           | Рейтинговый бой                                                    | Рейтинговый бой                                                    |
| Рефери           | Крис Воллсен                                                       | Крис Воллсен                                                       |
| Время            | 1:54 минут                                                         | 1:54 минут                                                         |
| Трансляция       | HBO                                                                | HBO                                                                |
|                  | Стюарт                                                             | Мурер                                                              |
| Вес              | 104, 3 кг                                                          | 97,1 кг                                                            |

В июле 1991 года состоялся бой между Алексом Стюартом и непобеждённым Майклом Мурером. В конце 1-го раунда Мурер пробил правый хук в челюсть. Стаюрт зашатался. Мурер выбросил в голову несколько серий хуков, а затем провёл левый апперкот в челюсть. Стюарт рухнул на канвас. Он поднялся на счёт 4. После возобновления боя Мурер прижал противника к канатам и начал добивать. Он пробил левый крюк в голову противника. Стюарта отбросило на канат, и он рухнул на пол. Он с трудом поднялся на счёт 8. После этого прозвучал гонг. В середине 4-го раунда завязался размен. Мурер провёл правый апперкот в челюсть, а затем повторил удар. Стюарт рухнул на настил. Он поднялся на счёт 8. Его правый глаз был в крови. Рефери, видя это, прекратил бой. Стюарт с решением не спорил.

### 11 апреля1992Алекс Стюарт-Джордж Форман
|                          |                                                                                        |                                                                                        |
| Соперник                 | Джордж Форман                                                                          | Джордж Форман                                                                          |
| Место проведения         | Сезарс Палас, Лас-Вегас, Невада, США                                                   | Сезарс Палас, Лас-Вегас, Невада, США                                                   |
| Результат                | Победа Формана решением большинства судей в 10-раундовом бою                           | Победа Формана решением большинства судей в 10-раундовом бою                           |
| Статус                   | Рейтинговый бой                                                                        | Рейтинговый бой                                                                        |
| Рефери                   | Ричард Стил                                                                            | Ричард Стил                                                                            |
| Счёт судей               | Патрисия Морс Джерман: (94—94); Долби Ширли: (94—93 Форман); Арт Лурье: (94—93 Форман) | Патрисия Морс Джерман: (94—94); Долби Ширли: (94—93 Форман); Арт Лурье: (94—93 Форман) |
| Счёт неофициальных судей | Харольд: (96—91 Стюарт)                                                                | Харольд: (96—91 Стюарт)                                                                |
| Время                    | 3:00 минут                                                                             | 3:00 минут                                                                             |
| Трансляция               | HBO                                                                                    | HBO                                                                                    |
|                          | Стюарт                                                                                 | Форман                                                                                 |
| Вес                      | 103 кг                                                                                 | 117 кг.                                                                                |

В апреле 1992 года Стёарт встретился с Джорджем Форманом. Во 2 раунде Форман дважды отправил Стюарта в нокдаун, однако затем Стюарт начал уверенно выигрывать раунд за раундом. Форман постоянно бил ниже пояса, в 10 раунде рефери справедливо снял с Формана очко за удар ниже пояса (пятый за раз бой). К концу боя лицо Формана все опухло, над глазами набухали синяки, из носа шла кровь. Стюарт отделался небольшим рассечением над бровью. Форман победил спорным решением большинства судей. Многие эксперты и зрители посчитали, что Стюарта обокрали.

## 1992—1999

### Алекс Стюарт- Пол Пуарье
В июле 1992 года Стёарт победил техническим нокаутом в 3-м раунде непобеждённого Пола Пуарье

### Алекс Стюарт- Эвандер Холифилд 2
В июне 1993 года состоялся 2-й бой Алекса Стюарта и Эвандера Холифилда. На этот раз Стюарт продержался все 12 раундов, но с большим преимуществом уступил по очкам.

### Алекс Стюарт- Джесси Фергюсон
В августе 1995 года победил единогласным решением судей Джесси Фергюссона

### Алекс Стюарт- Олег Маскаев
В сентябре 1997 года он уступил Олегу Маскаеву.

### Алекс Стюарт- Фил Джексон
В июле 1998 года Стюарт проиграл Филу Джексону.

### Алекс Стюарт- Эзра Салес
В октябре 1998 года Стюарт победил техническим нокаутом в 3-м раунде непобеждённого Эзра Салеса

### Алекс Стюарт - Лэнс Уитакер
В январе 1999 года Алекс Стюарт вышел на ринг против непобеждённого Лэнса Уитакера. Уитакер нокаутировал его в 7-м раунде.